# An der Nordbrücke
An der Nordbrücke (Originaltitel: Le Pont du Nord) ist ein Film von Jacques Rivette aus dem Jahr 1982.

## Handlung
Paris, im Oktober oder November 1980. Vier Tage im Leben von Marie und Baptiste. Schon das erste Insert macht klar, dass man ein Märchen zu sehen bekommen wird: „il y a déjà longtemps – schon vor langer Zeit“, ein grausam endendes sogar.
Marie ist eine etwa vierzig Jahre alte Frau mit einer terroristischen Vergangenheit. Als sie wieder in Paris eintrifft, ist sie gerade aus dem Gefängnis entlassen worden, wo sie eine Haftstrafe wegen eines Banküberfalls abgesessen hat. In geschlossenen Räumen hält sie es jetzt nur noch schwer aus. Baptiste ist eine junge Frau von vielleicht zwanzig Jahren. Mit vielen Gegnern will sie es aufnehmen: Mit den an verschiedensten Pariser Orten zu findenden Löwen-Statuen, mit den Augen der auf Werbeplakaten Abgebildeten und besonders mit den „Max“. Sie setzt auf die Kraft ihre Karate-Gesten. Immer sieht sie das Schicksal am Werk. Als ihr Marie das dritte Mal über den Weg läuft, meint sie: Zweimal, das könne Zufall sein, aber dreimal, das sei Schicksal. Also beschließt sie, mit Marie zusammen zu bleiben.
Marie nimmt Kontakt zu ihrem Freund Julien auf. Immer wieder betont er, dass er sie immer noch liebe, aber welches Spiel er tatsächlich treibt, das bleibt undurchsichtig. Was hat es zum Beispiel auf sich mit seiner Sammlung von Zeitungsschnitten über diverse Mordfälle und politische Affären ?
Eine der Figuren, die Baptiste als einen „Max“ identifiziert, beschattet jenen Julien offenbar, und er warnt Marie sogar, sie sei durch Julien in Gefahr. Sie will davon nichts wissen.
Zunächst führen die Wege Maries und Baptistes an zentrale Pariser Orte, einmal – bei einem Rendezvous Maries mit Julien – bis auf die Aussichtsplattform des Arc de Triomphe. Aber als sie in Juliens Aktentasche einen Stadtplan von Paris finden, auf dem eine vom Zentrum an die Peripherie führende Spirale eingezeichnet ist, führt auch ihr Weg an den öden Stadtrand – wie ein Kinderspiel sehe der Plan aus, wie ein jeu de l’oie, meint Marie.
Am Ende hat Baptiste den Tod eines jungen Mannes auf dem Gewissen, nur weil sie auch den für einen „Max“ gehalten hat, und Marie wird erschossen von Julien. Bei jenem ersten „Max“, der Marie gewarnt hatte, verbessert Baptiste schließlich ihre Karatetechnik.

## Varia

### Der Titel
Eine Brücke mit dem Namen Pont du Nord gibt es in Paris nicht. – Sur le Pont du Nord ist ein altes französisches Lied mit einem traurigen Ende: Auf dem Pont du Nord findet ein Ball statt. Obwohl ihre Mutter es ihnen verboten hat, gehen Adèle und ihr Bruder zu diesem Ball. Die Brücke stürzt ein, die Kinder ertrinken, und das Lied schließt mit den Worten: „Tel est le sort des enfants obstinés - so enden die ungehorsamen Kinder“.

### Die Figur Marie
Bulle Ogier: „Wir sind von Fassbinders Die dritte Generation ausgegangen, in dem ich eine deutsche Terroristin spielte. Wir haben uns eine Fortsetzung der Geschichte dieses Mädchens vorgestellt. ... Das Mädchen (aus dem Fassbinder-Film) hat seit mehreren Jahren ihre terroristischen Aktivitäten aufgegeben; um zu leben und zu überleben beging sie Überfälle; (jetzt) kommt sie aus dem Gefängnis.“

### Die Figur Baptiste
Baptiste kann man sehen, so haben es Rivette und Bulle Ogier erzählt, als eine moderne, vom Vorbild allerdings weit entfernte Version des Don Quijote: Wie Don Quijote kämpft sie gegen imaginäre Ungeheuer, aus seinem Pferd Rosinante ist Baptistes knatterndes Moped geworden, mit dem sie in Paris einfährt, und aus der Ritterrüstung sind Lederjacke, Motorradhelm und ein paar Metallketten geworden.

### Das jeu de l’oie – das Gänsespiel
Mehrere Stationen ihres Weges durch Paris meinen Marie und Baptiste auf dem Stadtplan mit der aufgezeichneten Spirale als Felder aus dem Gänsespiel identifizieren zu können: die Brücke, die Herberge, der Brunnen, das Labyrinth usw.